# 용잠
용잠(龍簪) 혹은 용비녀란 조선 시대 여자 머리 장식의 일종으로 비녀의 일종이다. 비녀와 마찬가지로 가채나 머리 장식을 고정하는 핀의 역할을 하는 용잠은 비녀의 형태에 장식을 하여 끝 부분이 용처럼 보이도록 한 것을 뜻한다.
조선 시대의 복식이라고는 하나 비녀 자체의 역사는 매우 오래 되었으며 용이나 봉황을 형상화 한 큰 비녀는 예복용인 경우가 많다. 얹은머리 대신 쪽머리를 함에 따라 쪽을 돋보이게 하기 위하여 생겨난 머리 모양이기도 하며 2월에 옥모란잠을, 5월에 민옥잠과 반자를,10월부터 정월까지 도금한 용잠을 꽂는다.